# 미리보기 (macOS)
미리보기는 macOS의 내장 뷰어 프로그램으로, PDF와 이미지, 그리고 몇몇 문서 파일을 읽어 올수 있다. macOS처럼 미리보기도 NeXT의 NeXTSTEP에서 유래된 것이다.
미리보기는 애플의 아쿠아 그래픽 유저 인터페이스와 쿼츠 그래픽 레이어, 그리고 ImageIO와 코어 이미지 프레임워크를 이용한 PDF 구현을 사용한다.

## 기능

### PDF 편집
OS X 10.9.2 미리보기에서는 ISO 기준 PDF (ISO 32000)을 지원하지 않아서, PDF 편집을 저장시 사용자에게 경고하지 않고 외형을 변경하는 문제가 있었다.
미리보기는 PDF 문서를 암호화 하고, 또한 제한을 걸 수 있다. 또한 미리보기는 전문 PDF 편집 프로그램에서 사용되는 몇몇 기능들을 가지고 있는데, 여러 장의 PDF 문서 중 한 페이지만 가져올 수 있으며, 페이지 정렬, 그리고 열려 있는 PDF 문서에서 한장 혹은 여러장을 드래그 앤 드랍을 할 수 있으며, 혹은 다른 프로그램, 예를 들어 열려진 전자우편 메시지의 첨부문서에서 드래그 앤 드롭을 할 수 있다. 또한 PDF와 TIFF의 경우 주석을 달 수 있으며, 키워드를 추가하여 macOS의 스포트라이트에서 검색 할 수 있다. 또한 PDF가 아닌 문서 파일이나 이미지 파일도 PDF 변환을 제공한다.

### 이미지 파일 편집
미리보기는 코어 이미지를 사용한 기초적인 이미지 편집 도구를 지원하며, 또한 색상 조절 및 추출, 이미지 자르기와 회전, 색상 프로파일 할당등을 할 수 있다.

### 기타
미리보기에서는 물리적인 문서를 스캔하여 광학 문자 인식 PDF 문서를 만들 수 있다. 이때 PDF의 글자를 검색가능하게 하거나 혹은 검색 불가능하게 만들 수 있다. 기타 잡다한 기능으로는 특정 부위 혹은 창, 그리고 전체 화면의 스크린샷을 저장하는 기능과 함께 연결된 디지털 카메라의 RAW 파일을 직접 읽어 올 수 있으며, 또한 macOS에 내장된 색상 프로파일을 사용하여 출력 색상을 볼 수 있다.

## 같이 보기
- PDF 소프트웨어 목록